# 林松 (嘉靖進士)
林松（1505年—？），字喬年，廣東潮州府揭陽縣人，民籍，明朝政治人物，同進士出身。

## 生平
廣東鄉試第十九名。嘉靖二十年（1541年）辛丑進士。嘉靖二十五年（1546年）任福建龍溪知縣。累官廣西按察司佥事。

## 家族
曾祖林箕；祖父林謙；父林玖。母謝氏。慈侍下。